# Hluboký potok (přítok Svatavy)
Hluboký potok je levostranný přítok Svatavy v Krušných horách v okrese Sokolov v Karlovarském kraji. Délka toku měří 4,8 km. Plocha jeho povodí měří 5,1 km².

## Průběh toku
Potok pramení v nadmořské výšce 700 metrů ve vesnici Háj, místní části Jindřichovic. Krátce teče jihovýchodním směrem, potom jižním směrem až k okraji Velké podkrušnohorské výsypky. Zde, v souvislosti s výstavbou výsypky v rámci akce Přeložka Hlubokého potoka, byl potok převeden do nového koryta.
Při okraji výsypky teče potok západním směrem, později dolové území opouští a jižním směrem pokračuje ke Svatavě, do které se zleva vlévá nedaleko železniční zastávky Hřebeny.